# 芝加哥黑幫紀實
《芝加哥黑幫紀實》（英語：The Making of the Mob: Chicago，又名《黑幫實錄：芝加哥篇》）是一部美國電視連續短劇，也是《黑幫紀實》的第二季，根據具代表性的黑幫艾爾·卡彭及他在芝加哥黑手黨的興衰史製作而成。由Stephen David製作出品，2016年7月11日在AMC播放，共八集。

## 演員

### 主要演員
犯罪集團：
- Michael Kotsohilis 飾 艾爾·卡彭 – 老大
- 保羅·羅通多（英语：Paolo Rotondo） 飾 強尼·托里奧 – 導師
- Jason Fitch 飾 托尼·阿卡多 – The Enforcer
- Christopher Valente 飾 保羅·利卡（英语：Paul Ricca） – The Brains
- 艾米特·斯基爾頓（英语：Emmett Skilton） 飾 塞爾瓦托·吉阿卡納（英语：Sam Giancana） – The Wild Card

### 常設演員
- Andrew Robertt 飾 法蘭基·耶魯
- 阿梅利亞·雷諾茲（英语：Amelia Reynolds (actress)） 飾 Mae Coughlan
- Andre King 飾 詹姆斯·科洛錫莫
- George H. Xanthis 飾 法蘭克·卡彭
- Josh Harriman 飾 雷夫·卡彭
- Stephen Lovett 飾 狄恩·歐班寧
- Kip Chapman 飾 海米·魏斯
- Jack Berry 飾 瘋子莫蘭
- Owen Black 飾 法蘭克·尼蒂（英语：Frank Nitti）
- 艾米特·斯基爾頓（英语：Emmett Skilton） 飾 塞爾瓦托·吉阿卡納（英语：Sam Giancana）
- Toby Leach 飾 威廉·丹佛（英语：William Emmett Dever）
- Cohen Holloway 飾 傑克·麥格恩
- Ruth Wynne 飾 Anna Torrio

## 訪問
每集都會加插一些名人、作家、歷史學者與政治人物的訪問
- Deidre Capone – 艾爾·卡彭的外孫女、《Uncle Al》的作者
- 勞倫斯·貝爾格林（英语：Laurence Bergreen） – 《Capone: The Man and the Era》的作者
- 強納森·艾格（英语：Jonathan Eig） – 《Get Capone, Luckiest Man》的作者
- 威廉·佛塞 – 《不可觸碰》、《四海兄弟》及《黑幫天使》的演員
- 法蘭克·卡拉貝斯（英语：Frank Calabrese, Sr.） – 前芝加哥犯罪集團合作人
- Robert Lombardo – 《Organized Crime in Chicago》的作者
- John Binder – 《The Chicago Outfit》的作者
- 里奇·科恩（英语：Rich Cohen） – 新聞記者
- 凱倫·阿伯特 – 《Sin in the Second City》的作者
- T·J·英格利什（英语：T. J. English） – 《Paddy Whacked》的作者
- 樊尚·帕斯托雷 – 《黑道家族》的演員
- 約翰·卡斯（英语：John Kass） – 《芝加哥論壇報》的專欄作家
- John Russick – 芝加哥歷史博物館（英语：Chicago History Museum）館長
- 法蘭克·庫洛塔 – 前芝加哥犯罪集團合夥人
- 保羅·索維諾 – 《盜亦有道》的演員
- Hillel Levin – 《When Corruption Was King》的共同作者
- 麥可·馬德森 – 《忠奸人》的演員
- 奧斯卡·古德曼（英语：Oscar Goodman） – 前拉斯維加斯市長，在《賭城風雲》中客串
- Nathan Thompson – 《Kings: The True Story of Chicago's Policy Kings》的作者
- 大衛·艾森巴赫（英语：David Eisenbach） – 歷史學家
- Robert Grant – 前芝加哥聯邦調查局長官

## 集數
| 總集數 | 集數 （季） | 標題                           | 首播日期      | 美國收視人數 （百萬） |
| ------ | ----------- | ------------------------------ | ------------- | --------------------- |
| 9      | 1           | "Capone's First Kill"          | 2016年7月11日 | 1.18                  |
| 10     | 2           | "A Death in the Family"        | 2016年7月18日 | 0.706                 |
| 11     | 3           | "Blood Filled Streets"         | 2016年7月25日 | 0.743                 |
| 12     | 4           | "St. Valentine's Day Massacre" | 2016年8月1日  | 0.810                 |
| 13     | 5           | "Judgment Day"                 | 2016年8月8日  | 0.631                 |
| 14     | 6           | "New Blood"                    | 2016年8月15日 | 0.757                 |
| 15     | 7           | "Sin City"                     | 2016年8月22日 | 0.822                 |
| 16     | 8           | "Last Man Standing"            | 2016年8月29日 | 0.939                 |

## 外部鏈結
- 官方网站
- 互联网电影数据库（IMDb）上《芝加哥黑幫紀實》的资料（英文）
- 芝加哥黑幫紀實 在电视指南